# Меріх Демірал
Мері́х Деміра́л (тур. Merih Demiral, нар. 5 березня 1998, Карамюрсель) — турецький футболіст, центральний захисник саудівського «Аль-Аглі» і національної збірної Туреччини.

## Клубна кар'єра
Народився 5 березня 1998 року в місті Карамюрсель. Вихованець місцевого футбольного клубу «Карамюрсель Ідманюрдуспор», а також академії "Фенербахче.
У дорослому футболі дебютував 2016 року виступами за португальський третьоліговий «Алканененсе», а на початку 2017 року перейшов до лісабонського «Спортінга». Наступні півтора року відіграв у Сегунді за другу команду «Спортінга», за головну команду лісабонського клубу провів один матч на Кубок Португалії.
Влітку 2018 року повернувся на батьківщину, де півроку відіграв за «Аланьяспор», після чого на умовах оренди з обов'язковим подальшим викупом приєднався до італійського «Сассуоло».
Провівши лише півроку в Італії, молодий захисник привернув до себе увагу керівництва діючого чемпіона країни «Ювентуса», який 5 липня 2019 року оголосив про придбання гравця за 18 мільйонів євро і укладання з ним п'ятирічного контракту His salary was reportedly unfolded as €1.3 million per annum.. З командою турок у 2020 році виграв чемпіонат і Суперкубок Італії, а наступного року і Кубок країни.
У серпні 2021 року на правах оренди перебрався до «Аталанта», яка за рік скористалася опцією викупу гравця за 21 мільйон євро.
19 серпня 2023 року уклав трирічний контракт із зарплатнею у 13 мільйонів євро за сезон із саудівським «Аль-Аглі», який додатково сплатив 20 мільйонів євро за трансфер «Аталанті».

## Виступи за збірні
2014 року дебютував у складі юнацької збірної Туреччини (U-17), загалом на юнацькому рівні взяв участь у 24 іграх, відзначившись 2 забитими голами.
Протягом 2016—2018 років залучався до складу молодіжної збірної Туреччини. На молодіжному рівні зіграв у 9 офіційних матчах.
У листопаді 2018 року дебютував в офіційних матчах у складі національної збірної Туреччини.
1 червня 2021 року був включений до заявки збірної на чемпіонат Європи 2020 року. Там у першому матчі проти Італії (0:3) відзначився автоголом і увійшов в історію: вперше в історії Євро перший гол на турнірі був автоголом.

## Статистика виступів

### Статистика клубних виступів
Станом на 19 серпня 2023 року
| Сезон                  | Команда                | Чемпіонат              | Чемпіонат | Чемпіонат | Національний кубок | Національний кубок | Національний кубок | Континентальні кубки | Континентальні кубки | Континентальні кубки | Інші змагання | Інші змагання | Інші змагання | Усього | Усього |
| Сезон                  | Команда                | Ліга                   | Ігор      | Голів     | Ліга               | Ігор               | Голів              | Ліга                 | Ігор                 | Голів                | Ліга          | Ігор          | Голів         | Ігор   | Голів  |
| ---------------------- | ---------------------- | ---------------------- | --------- | --------- | ------------------ | ------------------ | ------------------ | -------------------- | -------------------- | -------------------- | ------------- | ------------- | ------------- | ------ | ------ |
| 2016-січ. 2017         | «Алканененсе»          | 3Л                     | 12        | 0         | КП                 | 1                  | 0                  | -                    | -                    | -                    | -             | -             | -             | 13     | 0      |
| січ.-черв. 2017        | «Спортінг» Б           | 2Л                     | 3         | 0         | -                  | -                  | -                  | -                    | -                    | -                    | -             | -             | -             | 3      | 0      |
| 2017–18                | «Спортінг» Б           | 2Л                     | 26        | 0         | -                  | -                  | -                  | -                    | -                    | -                    | -             | -             | -             | 26     | 0      |
| Усього за «Спортінг» Б | Усього за «Спортінг» Б | Усього за «Спортінг» Б | 29        | 0         |                    | -                  | -                  |                      | -                    | -                    |               | -             | -             | 29     | 0      |
| 2017–18                | «Спортінг»             | ПЛ                     | 0         | 0         | КП+КПЛ             | 1+0                | 0                  | ЛЧ+ЛЄ                | 0                    | 0                    | -             | -             | -             | 1      | 0      |
| 2018-січ. 2019         | «Аланьяспор»           | СЛ                     | 16        | 1         | КТ                 | 0                  | 0                  | -                    | -                    | -                    | -             | -             | -             | 16     | 1      |
| січ.-черв. 2019        | «Сассуоло»             | A                      | 14        | 2         | КІ                 | 0                  | 0                  | -                    | -                    | -                    | -             | -             | -             | 14     | 2      |
| 2019–20                | «Ювентус»              | A                      | 6         | 1         | КІ                 | 0                  | 0                  | ЛЧ                   | 1                    | 0                    | СІ            | 1             | 0             | 8      | 1      |
| 2020–21                | «Ювентус»              | A                      | 15        | 0         | КІ                 | 4                  | 0                  | ЛЧ                   | 5                    | 0                    | СІ            | 0             | 0             | 24     | 0      |
| Усього за «Ювентус»    | Усього за «Ювентус»    | Усього за «Ювентус»    | 21        | 1         |                    | 4                  | 0                  |                      | 6                    | 0                    |               | 1             | 0             | 32     | 1      |
| 2021–22                | «Аталанта»             | A                      | 28        | 1         | КІ                 | 2                  | 0                  | ЛЧ+ЛЄ                | 6+6                  | 1+0                  | -             | -             | -             | 42     | 2      |
| 2022–23                | «Аталанта»             | A                      | 22        | 1         | КІ                 | 0                  | 0                  | -                    | -                    | -                    | -             | -             | -             | 22     | 1      |
| Усього за «Аталанту»   | Усього за «Аталанту»   | Усього за «Аталанту»   | 50        | 2         |                    | 2                  | 0                  |                      | 12                   | 1                    |               | -             | -             | 64     | 3      |
| 2023–24                | «Аль-Аглі»             | СПЛ                    | -         | -         | ККСА               | -                  | -                  | -                    | -                    | -                    | -             | -             | -             | -      | -      |
| Усього за кар'єру      | Усього за кар'єру      | Усього за кар'єру      | 142       | 6         |                    | 8                  | 0                  |                      | 18                   | 1                    |               | 1             | 0             | 169    | 7      |

### Статистика виступів за збірну
Станом на 19 серпня 2023 року
| Дата       | Місто            | Господарі  | Результат | Гості             | Турнір                                    | Голи | Примітки |
| ---------- | ---------------- | ---------- | --------- | ----------------- | ----------------------------------------- | ---- | -------- |
| 20-11-2018 | Анталія          | Туреччина  | 0 – 0     | Україна           | товариський матч                          | -    | 85'      |
| 22-3-2019  | Шкодер           | Албанія    | 0 – 2     | Туреччина         | Відбір до ЧЄ 2020                         | -    |          |
| 25-3-2019  | Ескішехір        | Туреччина  | 4 – 0     | Молдова           | Відбір до ЧЄ 2020                         | -    |          |
| 2-6-2019   | Аланія           | Туреччина  | 2 – 0     | Узбекистан        | товариський матч                          | -    |          |
| 8-6-2019   | Конья            | Туреччина  | 2 – 0     | Франція           | Відбір до ЧЄ 2020                         | -    | 45+2'    |
| 11-6-2019  | Рейк'явік        | Ісландія   | 2 – 1     | Туреччина         | Відбір до ЧЄ 2020                         | -    |          |
| 7-9-2019   | Стамбул          | Туреччина  | 1 – 0     | Андорра           | Відбір до ЧЄ 2020                         | -    |          |
| 10-9-2019  | Кишинів          | Молдова    | 0 – 4     | Туреччина         | Відбір до ЧЄ 2020                         | -    |          |
| 11-10-2019 | Стамбул          | Туреччина  | 1 – 0     | Албанія           | Відбір до ЧЄ 2020                         | -    | 7'       |
| 14-10-2019 | Сен-Дені         | Франція    | 1 – 1     | Туреччина         | Відбір до ЧЄ 2020                         | -    |          |
| 14-11-2019 | Стамбул          | Туреччина  | 0 – 0     | Ісландія          | Відбір до ЧЄ 2020                         | -    |          |
| 17-11-2019 | Андорра-ла-Велья | Андорра    | 0 – 2     | Туреччина         | Відбір до ЧЄ 2020                         | -    | 80'      |
| 3-9-2020   | Сівас            | Туреччина  | 0 – 1     | Угорщина          | Ліга націй УЄФА 2020—2021 - груповий етап | -    |          |
| 7-10-2020  | Кельн            | Німеччина  | 3 – 3     | Туреччина         | товариський матч                          | -    |          |
| 11-10-2020 | Москва           | Росія      | 1 – 1     | Туреччина         | Ліга націй УЄФА 2020—2021 - груповий етап | -    |          |
| 14-10-2020 | Стамбул          | Туреччина  | 2 – 2     | Сербія            | Ліга націй УЄФА 2020—2021 - груповий етап | -    |          |
| 11-11-2020 | Стамбул          | Туреччина  | 3 – 3     | Хорватія          | товариський матч                          | -    | 54'      |
| 15-11-2020 | Стамбул          | Туреччина  | 3 – 2     | Росія             | Ліга націй УЄФА 2020—2021 - груповий етап | -    | 49'      |
| 18-11-2020 | Будапешт         | Угорщина   | 2 – 0     | Туреччина         | Ліга націй УЄФА 2020—2021 - груповий етап | -    |          |
| 27-5-2021  | Аланія           | Туреччина  | 2 – 1     | Азербайджан       | товариський матч                          | -    |          |
| 3-6-2021   | Падерборн        | Туреччина  | 2 – 0     | Молдова           | товариський матч                          | -    |          |
| 11-6-2021  | Рим              | Туреччина  | 0 – 3     | Італія            | ЧЄ 2020 - груповий етап                   | -    | [ 7 ]    |
| 16-6-2021  | Баку             | Туреччина  | 0 – 2     | Уельс             | ЧЄ 2020 - груповий етап                   | -    | 46'      |
| 20-6-2021  | Баку             | Швейцарія  | 3 – 1     | Туреччина         | ЧЄ 2020 - груповий етап                   | -    |          |
| 1-9-2021   | Стамбул          | Туреччина  | 2 – 2     | Чорногорія        | Відбір до ЧС 2022                         | -    |          |
| 4-9-2021   | Гібралтар        | Гібралтар  | 0 – 3     | Туреччина         | Відбір до ЧС 2022                         | -    | 66'      |
| 7-9-2021   | Амстердам        | Нідерланди | 6 – 1     | Туреччина         | Відбір до ЧС 2022                         | -    |          |
| 8-10-2021  | Стамбул          | Туреччина  | 1 – 1     | Норвегія          | Відбір до ЧС 2022                         | -    |          |
| 11-10-2021 | Рига             | Латвія     | 1 – 2     | Туреччина         | Відбір до ЧС 2022                         | -    | [ 7 ]    |
| 13-11-2021 | Стамбул          | Туреччина  | 6 – 0     | Гібралтар         | Відбір до ЧС 2022                         | 1    |          |
| 16-11-2021 | Подгориця        | Чорногорія | 1 – 2     | Туреччина         | Відбір до ЧС 2022                         | -    |          |
| 24-3-2022  | Порту            | Португалія | 3 – 1     | Туреччина         | Відбір до ЧС 2022                         | -    | 76'      |
| 29-3-2022  | Конья            | Туреччина  | 2 – 3     | Італія            | товариський матч                          | -    |          |
| 4-6-2022   | Стамбул          | Туреччина  | 4 – 0     | Фарерські острови | Ліга націй УЄФА 2022—2023 - груповий етап | 1    |          |
| 11-6-2022  | Стамбул          | Люксембург | 0 – 2     | Туреччина         | Ліга націй УЄФА 2022—2023 - груповий етап | -    |          |
| 25-3-2023  | Єреван           | Вірменія   | 1 – 2     | Туреччина         | Відбір до ЧЄ 2024                         | -    | 42' 46'  |
| 28-3-2023  | Бурса (місто)    | Туреччина  | 0 – 2     | Хорватія          | Відбір до ЧЄ 2024                         | -    |          |
| 16-6-2023  | Рига             | Латвія     | 2 – 3     | Туреччина         | Відбір до ЧЄ 2024                         | -    |          |
| 19-6-2023  | Самсун           | Туреччина  | 2 – 0     | Уельс             | Відбір до ЧЄ 2024                         | -    | 47'      |
| Усього     |                  | Матчів     | 39        |                   | Голів                                     | 2    |          |

| Дата       | Місто       | Господарі | Результат | Гості     | Турнір                             | Голи | Примітки |
| ---------- | ----------- | --------- | --------- | --------- | ---------------------------------- | ---- | -------- |
| 10-11-2016 | Берлін      | Німеччина | 1 – 0     | Туреччина | Товариський матч                   | -    |          |
| 31-8-2017  | Прага       | Чехія     | 1 – 1     | Туреччина | Товариський матч                   | -    |          |
| 5-9-2017   | Ауд-Геверле | Бельгія   | 0 – 0     | Угорщина  | Кваліфікація молодіжного Євро-2019 | -    |          |
| 5-10-2017  | Ларнака     | Кіпр      | 2 – 1     | Туреччина | Кваліфікація молодіжного Євро-2019 | -    |          |
| 10-10-2017 | Стамбул     | Туреччина | 0 – 0     | Угорщина  | Кваліфікація молодіжного Євро-2019 | -    |          |
| 10-11-2017 | Та-Калі     | Мальта    | 0 – 1     | Туреччина | Кваліфікація молодіжного Євро-2019 | -    |          |
| 14-11-2017 | Стамбул     | Туреччина | 1 – 2     | Бельгія   | Кваліфікація молодіжного Євро-2019 | -    |          |
| 23-3-2018  | Анталія     | Туреччина | 0 – 3     | Швеція    | Кваліфікація молодіжного Євро-2019 | -    |          |
| 27-3-2018  | Анталія     | Туреччина | 4 – 2     | Мальта    | Кваліфікація молодіжного Євро-2019 | -    |          |
| Усього     |             | Матчів    | 9         |           | Голів                              | 0    |          |

## Титули і досягнення
- Чемпіон Італії (1):

«Ювентус»: 2019/20
- Володар Суперкубка Італії (1):

«Ювентус»: 2020
- Володар Кубка Італії (1):

«Ювентус»: 2020/21